# Amurosaurus

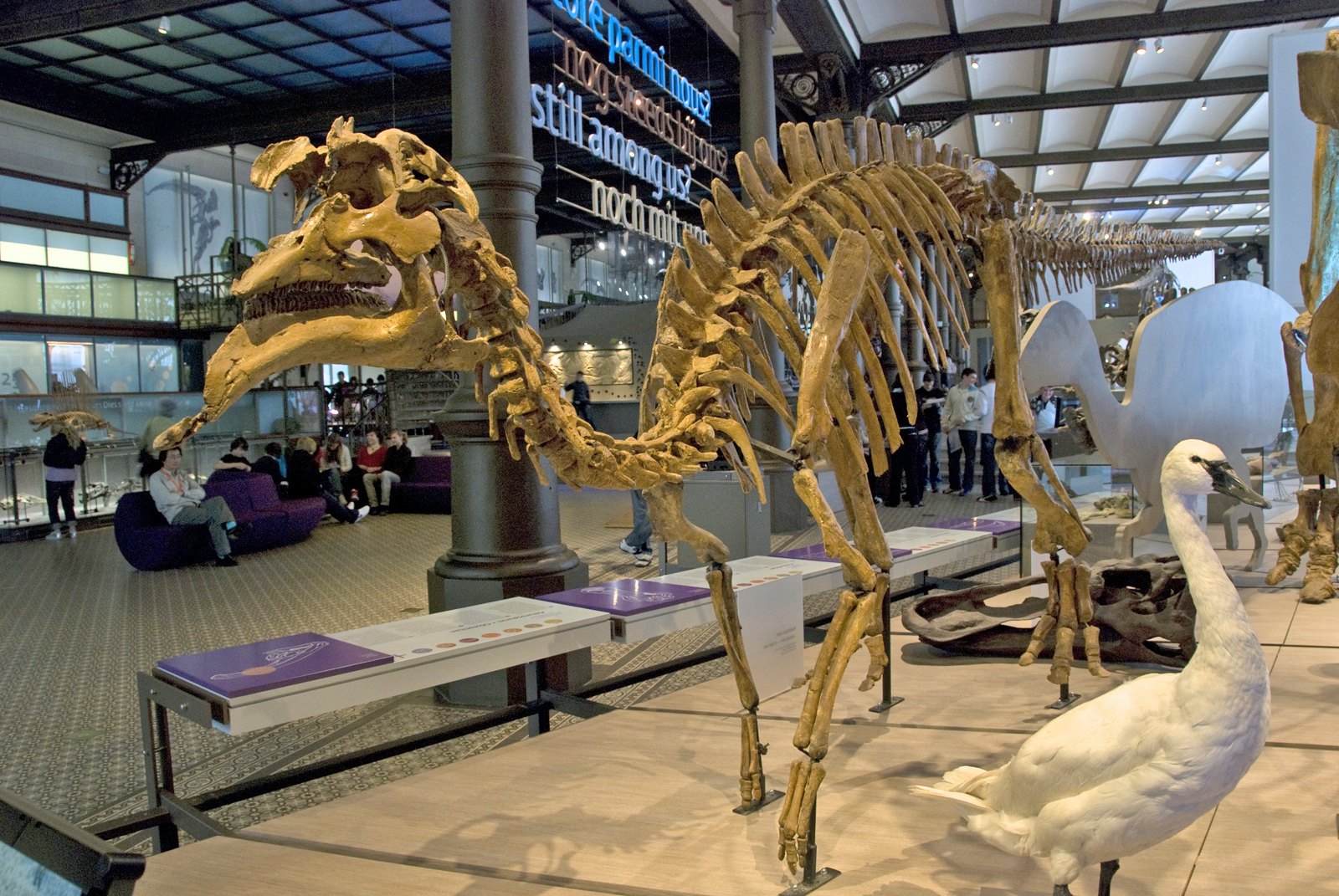
Réplica do Amurosaurus em Bruxelas.

Amurosaurus é um género de dinossauro hadrossaurídeo lambeosaurino que viveu durante o período Cretáceo Superior na Ásia Oriental. Como a maioria dos lambeossauros, teria sido um herbívoro primariamente bípede, com um focinho em forma de bico de pato e uma crista oca em cima da cabeça, apesar de tal crista não haver sido encontrada. Ossos fossilizados de adultos são raros, mas é provável que um adulto tivesse pelo menos 20 pés (6 m) de comprimento.
Os paleontólogos russos Yuri Bolotsky e Sergei Kurzanov foram os primeiros a descrever e nomear este dinossauro, em 1991. O nome do genéro é derivado do rio Amur e da palavra grega saurus ("lagarto"). O Amur (chamado de Heilongjiang, ou "Rio do Dragão Negro", em chinês) constitui a fronteira entre a Rússia e a China, e fica próximo de onde os restos do dinossauro foram encontradas. Existe uma única espécie conhecida, A. riabinini, nomeada em homenagem ao falecido paleontólogo russo Anatoly Riabinin, que conduziu as primeiras expedições russas para recuperar restos de dinossauros na região de Amur, em 1916 e 1917.
Todos os fósseis conhecidos de Amurosaurus foram recuperados a partir de um único depósito de ossos sedimentados, descoberto em 1984 dentro dos limites da cidade de Blagoveschensk, no oblast de Amur, extremo leste da Rússia. Este depósito encontra-se na Formação Udurchukan, a mais antiga formação geológica do Grupo Tsagayan, na Rússia do Extremo Oriente e no nordeste da China. Ela é considerada como pertencendo à idade do Maastrichtiano do Período Cretáceo Superior, que vai de 74 a 65 milhões de anos atrás, embora haja alguma discordância sobre a época exata em que ocorreu o depósito. Os sedimentos foram fixados na planície de inundação de um rio, que transportou os fósseis a uma curta distância, a julgar pela distribuição aleatória e desarticulada dos ossos, e pela boa conservação dos mesmos, que incluíam material craniano frágil. Apenas uma pequena parcela do depósito foi descoberto, mas 90% dos restos encontrados até agora pertencem a lambeossauros como o Amurosaurus, na sua maioria jovens. O restante pertencente a outros grupos taxonômicos, como o hadrossauro Kerberosaurus. Dentes de terópodas também são abundantes, e há muitas marcas de mordidas sobre os ossos, feitas por predadores ou por animais detritívoros.
O holótipo, ou espécime original, consiste em apenas uma maxila e um osso mandibular esquerdo pertencentes ao mesmo indivíduo. No entanto, a maioria dos outros ossos do crânio e do esqueleto também foram preservados, ainda que pertencentes a muitos indivíduos diferentes. Este material foi descrito recentemente, tornando o Amurosaurus o mais abundante e completamente conhecido dinossauro russo (Godefroit et al., 2004).
O Amurosaurus é caracterizado por muitas autapomorfias (características originais) do crânio, bem como pela forma sigmoidal da ulna, quando vista frontal ou lateralmente. A maioria dos outros lambeossauros conhecidos têm cristas ocas no topo de seus crânios e, embora os ossos que formam a crista não tenham sido encontrados neste dinossauro, o alto de sua caixa craniana parece ser modificado para suportá-la, o que permite supor que o Amurosaurus também fosse dotado de  crista. Como a maioria dessas características foram descritas recentemente, o Amurosaurus só foi submetido a uma única análise cladística, que o colocou como um membro basal da subfamília lambeosaurine de hadrossauros, sendo porém mais derivado do que o Tsintaosaurus ou o Jaxartosaurus.
Todos os lambeossauros basais conhecidos vêm da Ásia, o que levou à hipótese de foram lá originados e, posteriormente, se dispersaram para a América do Norte pelo Estreito de Bering. Dois grupos derivados, o parassaurolofino (Parasaurolophus, Charonosaurus) e coritossauros (Corythosaurus, Niponossaurus) evoluíram mais tarde. Como membros de ambos os grupos são encontrados tanto na América do Norte quanto na Ásia, deve ter havido maior dispersão após a sua evolução, embora ainda não esteja claro em qual sentido essa dispersão ocorreu. (Suzuki et al., 2004; Godefroit et al., 2004).